# Saint-Pardon-de-Conques
Saint-Pardon-de-Conques – miejscowość i gmina we Francji, w regionie Nowa Akwitania, w departamencie Żyronda.
Według danych na rok 1990 gminę zamieszkiwało 361 osób, a gęstość zaludnienia wynosiła 54 osób/km² (wśród 2290 gmin Akwitanii Saint-Pardon-de-Conques plasuje się na 827. miejscu pod względem liczby ludności, natomiast pod względem powierzchni na miejscu 1303.).